# Berneuil-en-Bray
 Berneuil-en-Bray  là một xã thuộc tỉnh Oise trong vùng Hauts-de-France phía bắc Pháp. Xã này nằm ở khu vực có độ cao trung bình 128 mét trên mực nước biển.